# كرايغ روميرو
كرايغ روميرو (بالإنجليزية: Craig Romero)‏ هو شخصية أعمال وسياسي أمريكي، ولد في 25 سبتمبر 1954. حزبياً، نشط في الحزب الجمهوري. وقد انتخب عضو مجلس ولاية لويزيانا.